# あおい (アイドル)
あおい（1999年（平成11年）1月30日 - ）とは、ニコニコ動画発の日本のアイドルであり、ボーイズアイドルグループMeseMoa.、ダンスボーカルユニットトラフィックライト。のメンバーである。愛称は、あおい、あおいくん、きゃわたんなど。グループでのメンバーカラーは赤。
東京都出身。mitt management所属。MeseMoa.としては株式会社DDに所属している。トラフィックライト。と、俳優業では今川碧海として活動。

## 略歴
- 2011年9月10日、ニコニコ動画にダンスの先生K'sukeとダンスカバー動画『【先生】ZIGG ZAGG踊ってみた【僕】』[2]を投稿。
- 2012年5月10日、『男11人で モーニング娘。 - 恋愛ハンター を踊ってみた』[3]がニコニコ動画・Youtubeに投稿され。この動画の投稿をきっかけにむすめん。が結成。
- 同年、K-POPカバーユニット「にゃいにぃ」に参加し、「K-POP COVER DANCE FESTIVAL 世界大会」で日本代表として出場し、2位を受賞。
- 2015年11月、第28回ジュノン・スーパーボーイ・コンテストにおいて、審査員特別賞を受賞[4][5]。
- 2016年4月1日、事務所所属へ。砂岡事務所に所属[6]。
- 同年11月、むすめん。の白服・気まぐれﾌﾟﾘﾝｽと共にダンスボーカルユニット『トラフィックライト。』として『Dance Dance!! / Traffic Jam』でメジャーデビュー[7]。初登場オリコンウィークリー9位を獲得[8]。
- 2021年5月25日、MeseMoa.のブログにて、砂岡事務所からの退所、mitt managementに所属した事を発表した[9]。

## 人物
- カルピスが大好物である。6歳から飲んでいる。自称カルピスボーイ。夢はカルピスのCMに出ること。
- 趣味はダンス。特技はバク転。
- 高校ではダンス部だった。
- 小さい頃からハロー！プロジェクトが好き。推しメンは鞘師里保・岡井千聖である。
- 秋という名の猫を飼っている。
- MeseMoa.の思春期担当。

## 出演
グループとしての活動はMeseMoa.を参照。
太字は主演、もしくはメインキャラクター。

### テレビドラマ
- 怪獣倶楽部～空想特撮青春記～（2017年6月4日、MBS・TBS）-  サトル 役[10]
- 妖怪!百鬼夜高等学校（2018年10月18日、BS日テレ）-  食わず女房 役[11]

### テレビアニメ
- 戦国鳥獣戯画（2016年10月8日、KBC他） -  前田利家、本多忠勝 役
- 世界の闇図鑑（2017年4月3日、テレビ東京・AT-X） -  トム 役[12]
- 闇芝居第5、6期（2018年7月7日、テレビ東京）[13]

### テレビ番組
- 戦国鍋TV 〜なんとなく歴史が学べる映像〜（2010年4月6日、tvk 他） - 種田亀 役
- 猫のひたいほどワイド（2017年4月3日 - 2018年9月26日・2023年4月19日、tvk）[14]

### ネットドラマ
- アキハバラ@DEEP2.0[15]（2020年9月18日、Amazonビデオ 他） - ページ 役[16][17]

### ネット番組
- Schoo『喜怒哀楽アウトプット』[18]（2019年、ゲスト）
- Benza English[19]（2020年、ゲスト）

### リーディングドラマ
- シスター（2017年10月25日）[20]

### 映画
- Sea Opening（2018年） - 川西雅也 役[21]

### 短編映画
- 道具屋ウツロ（2020年） - ウツロ 役

### DVD
- 強制除霊師・斎（2021年） - 藤原 役[22]

### 舞台
- 秦組公演vol．3『らん』（2010年7月7日 - 2010年7月11日、俳優座劇場） -  子供 役
- TRICKSTER ～the STAGE～（2017年4月12日 - 2017年4月16日、Zeppブルーシアター六本木） -  山根たすく 役[23]
- ミュージカル『Cry for the MOON－月に捧げる唄―』（2017年12月21日 - 2017年12月26日、よみうり大手町ホール） - 海月 役[24]
- 東海道四谷怪談[25]（2018年3月17日 - 2018年3月25日、よみうり大手町ホール） - お梅 役[26]
- 春の修学旅行 『妖怪！百鬼夜高等学校』～一条通と付喪神～（2019年3月4、5日、新宿FACE、日替わりゲスト） - 食わず女房 役[27]
- RE:Trigger[28]（2019年3月20日 - 2019年3月25日、原宿クエストホール） - ナイト 役
- アオアシ（2022年5月18日 - 2022年5月22日、こくみん共済 coop ホール／スペース・ゼロ） -  青井葦人  役[29][30][31]
- Love Letter for You[32]（2022年9月5日、EX THEATER ROPPONGI） -  鈴木徹  役[33][34][35][36]
- ひとくず（2025年7月4日 - 2025年7月9日、本多劇場） - テラー 役

### 朗読劇
- 星今宵（2024年3月15日、APOCシアター） -  彦星  役[37]

### 書籍
- あおいファースト写真集『あおい』（2019年2月1日発売、主婦と生活社、JUNON編集部）
- あおいファースト写真集『碧海』（2019年2月1日発売、主婦と生活社、JUNON編集部）